# 파피어마르크
파피어마르크(독일어: Papiermark)는 독일 제국, 바이마르 공화국 시대에 통용된 독일의 옛 통화이다. 통화 이름은 독일어로 "종이 마르크"를 뜻한다.
제1차 세계 대전의 발발로 인해 1914년 8월 4일을 기해 금 마르크와 금 간의 태환이 정지되면서 발행되었다. 특히 제1차 세계 대전에서 패배한 독일이 빚을 갚기 위해 지폐를 대량 발행하면서 1922년부터 1923년까지 독일에서는 초인플레이션 현상이 일어났다. 1923년에는 렌텐마르크가 도입되었는데 교환 비율은 1조(1,000,000,000,000) 파피어마르크 = 1 렌텐마르크였다. 렌텐마르크는 1924년에 라이히스마르크로 대체되었다.

## 같이 보기
- 초인플레이션